# プロフェッショナル・フットボーラーズ・アソシエーション
プロフェッショナル・フットボーラーズ・アソシエーション（英語：Professional Footballers' Association、略称：PFA）は、フットボール・アソシエーション（FA）クラブに所属するプロサッカー選手を会員とするイングランドの労働組合である。1907年に設立し、現在は4000名の選手が加入している。
PFAは別組織としてプロフェッショナル・フットボーラーズ・アソシエーション・スコットランドがあり、かつては北アイルランドプロサッカー選手会があったが、1995年に解散した。
PFAはプロ選手の保護向上、団体交渉の役目を果たす組織である。